# 索姆冰川

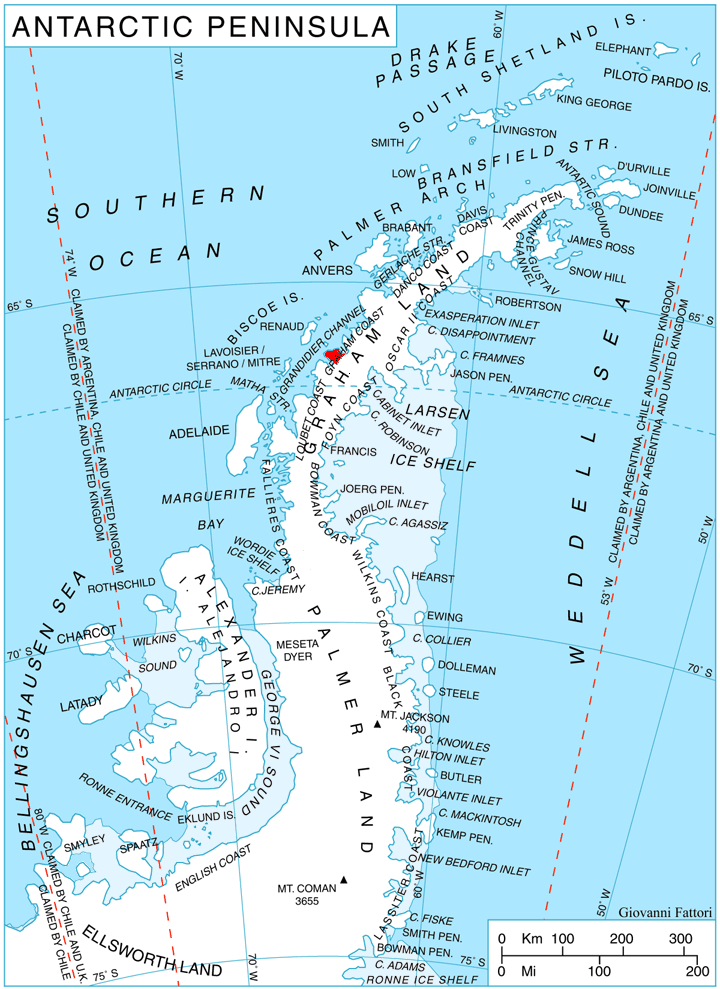

索姆冰川（英語：Sohm Glacier），是南極洲的冰川，位於葛拉漢地的葛拉漢海岸，最終注入比格里冰川，由英國探險隊繪入地圖，現時由南極條約體系管理。